# 1758
1758 (MDCCLVIII) a fost un an obișnuit al calendarului gregorian, care a început într-o zi de sâmbătă.

## Evenimente
- Yeongjo de Joseon scoate în afara legii catolicismul din Coreea, Dinastiei Joseon.

## Arte, știință, literatură și filozofie
- Se înființează o școală ortodoxă română la Timișoara.

## Nașteri
- 6 mai: André Masséna, general și mareșal francez (d. 1817)
- 6 mai: Maximilien de Robespiere (Maximilien Francois Marie Isidore de Robespiere), revoluționar francez (d. 1794)
- 5 august: Go-Momozono, al 118-lea împărat al Japoniei (1771-1779), (d. 1779)
- 29 septembrie: Horatio Nelson, amiral britanic (d. 1805)

## Decese
- 8 aprilie: Louise Anne de Bourbon, 62 ani, contesă de Charolais (n. 1695
- 3 mai: Papa Benedict al XIV-lea (n. Prospero Lorenzo Lambertini), 83 ani (n. 1675)
- 28 mai: Ernst August al II-lea, Duce de Saxa-Weimar (n. Ernst August II Konstantin), 20 ani (n. 1737)
- 12 iunie: Prințul Augustus Wilhelm al Prusiei, 35 ani, fratele lui Frederic cel Mare (n. 1722)
- 15 august: Pierre Bouguer, 60 ani, matematician, geofizician, geodez și astronom francez (n. 1698)
- 27 august: Barbara a Portugaliei, 46 ani, regină consort a Spaniei (n. 1711)
- 20 octombrie: Charles Spencer, Duce de Marlborough, 51 ani (n. 1706)